# Dofleinia
Dofleinia is een geslacht van zeeanemonen uit de familie van de Actiniidae.

## Soort
- Dofleinia armata Wassilieff, 1908